# Министерство иностранных дел Армении
Министерство иностранных дел Республики Армения — государственный орган исполнительной власти, разрабатывающий и осуществляющий политику Правительства Республики Армения в области внешней политики; организует дипломатическую службу и руководит ею в пределах своих полномочий.

## Министры иностранных дел с 1990 года
- Ашот Еремович Егиазарян (и. о.) (1990—1991)
- Раффи Ричардович Ованнисян (1991—1992)
- Арман Джонович Киракосян (и. о.) (1992—1993)
- Ваган Акопович Папазян (1993—1996)
- Александр Робертович Арзуманян (1996—1998)
- Вардан Минасович Осканян (1998—2008)
- Эдвард Агванович Налбандян (2008—2018)
- Зограб Грачевич Мнацаканян (2018—2020)
- Ара Генриевич Айвазян (2020—2021)
- Армен Валерьевич Григорян (и. о.) (2021)
- Арарат Самвелович Мирзоян (2021—н. в.)

## Заместители министра
- Григор Ованнисян
- Артак Апитонян
- Авет Адонц
- Шаварш Кочарян (с 2018)
- Артак Апитонян (с 2018)
- Авет Адонц (с 2019)

## Пресс-секретари МИД с 1991 года
- Бадалян, Гарник Александрович (1991—1992)
- Арам Виленович Сафарян (1993—1996)
- Гаспарян, Арсен (1997—1999)
- Папян, Ара Артурович (1999—2000)
- Агаджанян, Дзюник Фрунзеевна (2000—2003)
- Гаспарян, Гамлет Арамаисович (2003—2006)
- Карапетян, Владимир Владимирович (2006—2008)
- Балаян, Тигран Кимович (2008—2018)
- Анна Нагдалян (с 2018)

## История
В 1918 году, параллельно с восстановлением первой государственности, Армения обретала международное признание и устанавливала дипломатические связи. Были установлены дипломатические отношения с Германией, Австро-Венгрией, Болгарией, Грузией, Азербайджаном, Турцией, Ираном и другими странами. В США, Болгарии, Финляндии, Швейцарии, Японии и других странах, были назначены полномочные представители (консулы), а в Ереване открылись дипломатические представительства Грузии, Азербайджана и Ирана.
Пост министра иностранных дел Первой Республики Армения занимали Александр Хатисян (1918, 1919—1920 гг.), Ованес Каджазнуни (в 1918 г. исполняющий обязанности по совместительству с должностью премьер-министра), Сирекан Тигранян (1918—1919 гг.), Амо Оганджанян (1920 г., по совместительству с должностью премьер-министра), Симон Врацян (1920 г., по совместительству с должностью премьер-министра).
После установления советской власти в декабре 1920 года был создан Народный комиссариат по иностранным делам Армянской Советской Социалистической Республики, открылись полномочные представительства в Советской России, Грузии, Азербайджане, Украине, Туркменистане, Иране, Карсе.
После создания Закавказской Советской Федеративной Социалистической Республики (ЗСФСР) в июле 1922 г. Народный комиссариат по иностранным делам (НКИД) Армянской Советской Социалистической Республики (АрмССР) был ликвидирован с учётом того, что общее руководство внешней политики стран-членов Закфедерации осуществлялось Советом Закавказской Советской Федеративной Социалистической Республики.
В 1922 г., после образования СССР, НКИД стал союзным ведомством, осуществляющим внешнюю политику СССР от имени всех союзных республик, которые делегировали свои функции ведения внешней политики. На последнем этапе Великой Отечественной войны руководство СССР решило расширить полномочия союзных республик в сфере внешней политики. В частности, предусматривалось дать право республикам установить дипломатические и консульские отношения с иностранными государствами и даже добиться членства в ООН. Для подготовки необходимых кадров в Ереванском государственном университете был основан факультет Международных отношений (действовал с 1945 г. по 1952 г.). Согласно закону, принятому Верховным советом СССР в 1944 г., НКИД СССР из общего союзного превратился в союзно-республиканский, что означало восстановление НКИД-ов (с 1946 г. — министерства иностранных дел) в структурах правительств союзных республик.
В послевоенные годы МИД АрмССР действовал под руководством правительства АрмССР и МИД СССР. В структуре министерства функционировали политический отдел, консульский отдел, отдел информации. В функции МИД входили предоставление ЦК КП Армении и правительству АрмССР политической информации, которая касалась республики и международной ситуации, консульское обеспечение торгово-экономических, научных, культурных и других связей республики с иностранными государствами, вопросы гражданства, предоставление паспортов, въездных виз, легализация документов, переписка с «инюр-коллегией» по вопросам гражданского наследия и по другим имущественным вопросам, переписка руководящих органов АрмССР с зарубежными учреждениями МИД СССР.
МИД АрмССР составлял часть дипломатической службы, дипломатические сотрудники министерства получали дипломатические ранги, время от времени командировались в зарубежные учреждения МИД СССР. В дипломатической службе работало много армян, некоторые из которых занимали руководящие посты в системе МИД СССР, назначались чрезвычайными и полномочными послами. В посольстве СССР во Франции в 1960-82 гг. работали дипломаты, рекомендованные АрмССР.
В 1975-85 гг. МИД АрмССР проделал большую и продуктивную работу по сбору информации о Диаспоре, об Армянском вопросе, в деле подготовки решений руководства республики, а также развития политического арменоведения. Для малочисленного персонала МИД АрмССР серьёзным испытанием стало разрушительное землетрясение 1988 года и последующий этому период, когда необходимо было одновременно заниматься вопросами организации массовой гуманитарной помощи, прибывавшей из-за границы, а также вопросами политического, дипломатического и консульского обеспечения. В годы перестройки, особенно после землетрясения 1988 года, руководство АрмССР несколько раз тщетно ставило перед союзным руководством вопрос о более широком вовлечении представителей республики в зарубежных учреждениях МИД СССР, особенно в странах с большой армянской общиной.
С началом Карабахского движения в 1988 г., МИД АрмССР передавал руководству республики информацию о международной реакции на события, происходящие в Армении и в СССР.
Пост народного комиссара (нарком) иностранных дел Армянской ССР в разные годы занимали: Александр Бекзадян (1920—1921 гг.), Асканаз Мравян (1921-22 гг., по совместительству с должностью заместителя председателя Совета народных комиссаров Армянской ССР), Саак Карапетян (1944—1946 гг., одновременно с должностью заместителя председателя Совнаркома АрмССР). Министрами иностранных дел были: Саак Карапетян (1946—1947 гг., в то же время — заместитель председателя Совета министров Армянской ССР), Геворк (Кимик) Оганнесян (1947—1954 гг., в то же время — председатель правления Армянского общества по культурным связям с зарубежными странами, а с 1948 года — также начальник Управления по делам искусства при Совете министров АрмССР), Антон Кочинян (1954—1958 гг., по совместительству с должностью председателя Совета министров АрмССР), Балабек Мартиросян (1958—1972 гг., а в 1959—1961 гг. — по совместительству с должностью председателя Государственного комитета по высшему и среднему специальному образованию при Совете министров АрмССР), Камо Удумян (1972—1975 гг.), Джон Киракосян (1975—1985 гг.), Анатолий Мкртичян (1986—1991 гг.).
23 августа 1990 г. была принята Декларация о независимости Армении и в связи с этим, деятельность министерства иностранных дел республики коренным образом изменилась. С учётом нового политического статуса Республики Армения в международных отношениях, структура министерства и численность персонала были приведены в соответствие с требованиями ведения внешней политики независимого государства. За годы независимости Армения установила дипломатические отношения со 156 странами (по состоянию на 1 августа 2010 г.). Армения стала членом Организации Объединённых Наций (1992 г.), ряда других международных организаций (ОБСЕ, СНГ, ОДКБ, Совет Европы, ОЧЭС). Во многих странах открылись посольства и консульства, в ряде международных организаций — постоянные представительства По состоянию на 1 августа 2010 г. за рубежом действуют более 30 посольств Республики Армения, 5 генеральных консульств, 4 консульства и консульских учреждений, 10 постоянных представительств в международных организациях.
Существенные изменения произошли и в законодательной сфере. Были приняты законы Республики Армении «О дипломатических рангах» (05. 05.1992 г.), «О дипломатической службе» (24.10. 2001 г.), «О консульской службе» (29. 05. 1996 г.), ряд правовых актов, регулирующих систему МИД, в том числе, соответствующие указы президента. Для координации взаимодействия с Армянской диаспорой в МИД Республики Армения действовали Исполнительный секретариат по связям с диаспорой (с 2002 по 2008 гг.), Государственный комитет по связям с диаспорой (июнь-октябрь, 2008 г.), на основе которого в октябре 2008 г. было создано Министерство Диаспоры. Первое присвоение высших дипломатических рангов Республики Армения состоялось указом президента РА от 25. 07. 1992 года.
С 1996 года МИД Республики Армения занимает Правительственное здание N.2 на Площади Республики, которое было построено в 1955 году по проекту архитектора Самвела Сафаряна. Ранее, в 1991—1996 гг., МИД занимал здание, где сейчас находится Конституционный суд РА.
Согласно утверждённому Правительством Республики Армения уставу Министерство иностранных дел Республики Армения является республиканским органом исполнительной власти, который разрабатывает и осуществляет деятельность Правительства Республики Армения в области внешней политики, организует дипломатическую службу и руководит ею в пределах своих полномочий.
Указом Президента Республики Армения от 31 марта 2000 г. «O координации деятельности органов исполнительной власти Республики Армения в деле ведения единой внешней политики Республики Армения» и Поручением от 22 апреля 2000 г. «Об установлении порядка осуществления международной деятельности и международных связей органами исполнительной власти Республики Армения» МИД Республики Армения осуществляет координирующую роль во внешнеполитической области.
Исходя из требований независимой государственности, был основан Государственный протокол Республики Армения: с 1991 г. — управление МИД, затем в 1998 г.- служба государственного протокола РА, которая с 2002 года переформировалась в Агентство «Служба государственного протокола» МИД Республики Армения. В деле становления государственного протокола большое значение имеет указ Президента Республики Армения от 16 марта 2002 года, утвердивший «Основоположения государственного протокола Республики Армения».
С 1999 г. МИД проводит ежегодные совещания послов Армении за рубежом. Несколько раз проводились региональные совещания послов.
С января 2010 года при МИД Республики Армения действует дипломатическая школа.
МИД Республики Армения учредил две ведомственные награды: в 2002 г. — Памятную медаль министерства, в 2009 г. — медаль «80-летие Джона Киракосяна».
Министрами иностранных дел независимой Республики Армения были Раффи Оганнесян (1991—1992 гг.), Арман Киракосян (исполняющий обязанности министра в 1992—1993 гг.), Ваан Папазян (1993—1996 гг.), Александр Арзуманян (1996—1998 гг.), Вардан Осканян (1998—2008 гг.), Эдвард Налбандян (2008—2018 гг.).
С мая 2018 по ноябрь 2020 года должность министра иностранных дел Республики Армения занимал Зограб Мнацаканян.
С ноября 2020 по май 2021 года должность министра иностранных дел Республики Армения занимал Ара Айвазян.